# La mentira (1965)
La mentira é uma telenovela mexicana produzida pela Televisa e exibida pelo Telesistema Mexicano em 1965. Foi ambientada no estado brasileiro Amazonas.

## Elenco
- Julissa - Verónica
- Enrique Lizalde - Demetrio
- Fanny Cano - Virginia
- Enrique Rocha - Jhonny
- Alicia Montoya
- Miguel Manzano
- Chela Nájera
- Manolo García
- Aarón Hernán
- Malena Doria
- Carmen Cortés
- Leandro Martínez